# 구루리선
구루리선(일본어: 久留里線, くるりせん)은 동일본 여객철도가 운영하는 일본의 철도 노선(지방 교통선) 중 하나이다. 지바현 기사라즈시에 있는 기사라즈역과 기미쓰시에 있는 가즈사카메야마역을 잇는다.
본래, 기사라즈 역과 오하라 역을 잇는 기하라선(일본어: 木原線)으로서 계획되었으나 중단되었다. 오하라 역쪽에 있는 노선은 이스미 철도 이스미선이다.
2009년 3월 14일부로 구루리선 전 노선이 도쿄 근교 구간으로 지정되었지만, 구루리선 영업 구간은 Suica와 같은 교통카드 사용이 불가능하다.
쿠루리센도 가즈사 가메야마역까지 운행 한다.

## 노선 정보
- 노선 거리: 32.2 km
- 궤간: 1067 mm (협궤)
- 역 수: 14
- 복선화 구간: 없음 (전 구간 단선)
- 전철화 구간: 없음
- 보안 장치: ATC-P

## 역사
구루리선은 지바현이 현내 각지에 건설한 현영 철도의 일종으로 건설 당시에는 762mm의 협궤철도였다. 일본 제국 육군 철도 연대의 훈련의 일종으로 건설 공사가 이루어졌다.
1922년 제정된 개정 철도 부설법 별표 48호에 예정선으로 "지바현 기사라츠요리쿠루리, 오다키를 거쳐 오하라를 잇는 철도"에 포함되어 1923년 치바현에서 중앙정부로 무상 양도되어 철도성 산하의 구루리선이 되었다.
1930년, 1067mm로의 개궤 공사가 완료되고, 1936년에는 가미소메야마까지 연장되었다. 그러나 이 후로 연장 공사는 이루어지지 않았다. 가미소메야까지의 연장 구간은 태평양 전쟁이 이루어지던 1944년 불요불급선으로 지정되어 운행이 중지되었다가, 1947년 운행이 부활되었다.
오하라까지의 철도 건설 예정은 키하라선(木原線, 현 이즈미 철도 이스미 선)이라는 이름으로 1930년 개통해 현재까지 영업중이다.
전쟁 이후, 게이힌 공업지대로 통근수요가 증가했음에도 불구하고, 수요는 한산한 수준이었다. 그러나 장래성이 인정되어 국철자문위원회에 의한 폐지 권고를 면하게 된다. 1968년, 치바역 직통역차가 운행을 중지한다.
2009년, 전 영업노선이 도쿄 근교 구간에 편입된다.
2013년 2월 17일, 모든 영업 구간에서 ATS-P의 설치과 완료된다. 이로서 JR 동일본 지바 지사 관내의 모든 영업구간에 ATS-P 도입이 완료된다. 3월 16일 일부 열차에서는 일인 승무가 시작된다.
2019년 9월 9일, 태풍 파사이(FAXAI)의 영향으로 전 영업구간이 운행이 중지된다. 히가시요코타역과 요코타 역사의 지붕이 손상되었다. 9월 20일, 기사라즈-쿠루리역 간 영업이 재개되고, 10월 11일에는 모든 구간의 영업이 정상화되었다.

## 역 목록
| 역명           | 일본어 역명 | 거리 | 접속 노선    | 소재지 | 소재지     |
| -------------- | ----------- | ---- | ------------ | ------ | ---------- |
| 기사라즈       | 木更津      | 0.0  | 우치보선     | 지바현 | 기사라즈시 |
| 기온           | 祇園        | 2.6  |              | 지바현 | 기사라즈시 |
| 가즈사키요카와 | 上総清川    | 4.2  |              | 지바현 | 기사라즈시 |
| 히가시키요카와 | 東清川      | 6.1  |              | 지바현 | 기사라즈시 |
| 요코타         | 横田        | 9.3  | 소데가우라시 | 지바현 |            |
| 히가시요코타   | 東横田      | 10.8 | 소데가우라시 | 지바현 |            |
| 마쿠타         | 馬来田      | 13.9 | 기사라즈 시  | 지바현 |            |
| 시모고리       | 下郡        | 15.2 | 기미쓰시     | 지바현 |            |
| 오비쓰         | 小櫃        | 18.2 | 기미쓰시     | 지바현 |            |
| 다와라다       | 俵田        | 20.0 | 기미쓰시     | 지바현 |            |
| 구루리         | 久留里      | 22.6 | 기미쓰시     | 지바현 |            |
| 히라야마       | 平山        | 25.7 | 기미쓰시     | 지바현 |            |
| 가즈사마쓰오카 | 上総松丘    | 28.3 | 기미쓰시     | 지바현 |            |
| 가즈사카메야마 | 上総亀山    | 32.2 | 기미쓰시     | 지바현 |            |